# Joanna Vanderham

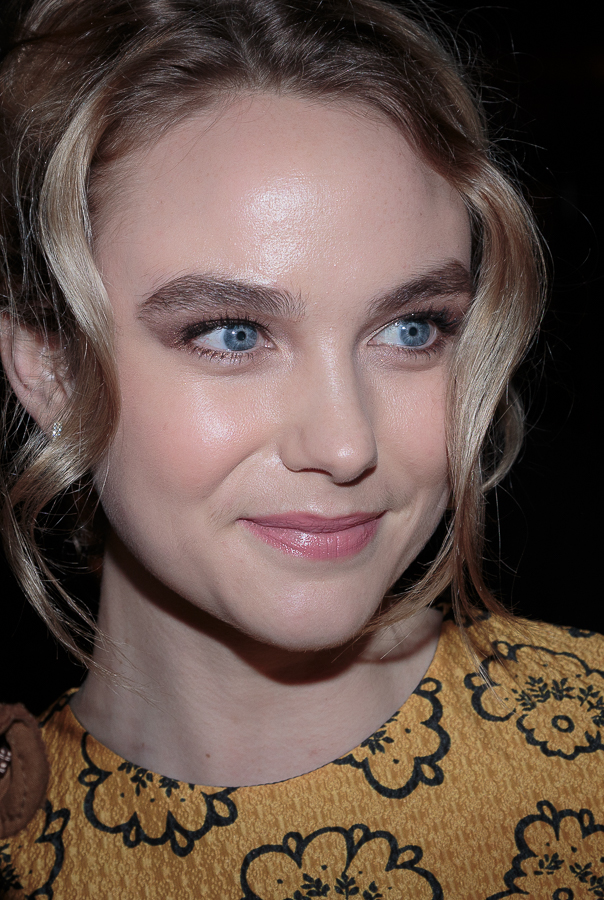
Joanna Vanderham (2015)

Joanna Vanderham (* um 1990 in Perth, Schottland) ist eine britische Schauspielerin.

## Leben
Vanderham wuchs als eines von vier Kindern eines niederländischen Geschäftsmannes und einer britischen Ärztin im schottischen Scone und in Dundee auf. Ihre Eltern ließen sich scheiden, als Vanderham 11 Jahre alt war.
Sie studierte im zweiten Jahr am Royal Welsh College of Music & Drama, als sich die Casting Directorin Emma Style nach einem Workshop an sie erinnerte und sie zum Vorsprechen für die Sky1-Fernsehserie The Runaway einlud. Vanderham setzte sich im Casting durch und erhielt die Rolle, die ihr eine Nominierung bei den 40. International Emmy Awards 2012 in der Kategorie Best Performance by an Actress einbrachte.
Es folgten Rollen in weiteren britischen Fernsehproduktionen, bevor sie 2012 eine Rolle im US-Kinofilm Das Glück der großen Dinge erhielt. Von 2012 bis 2013 übernahm sie an der Seite von Emun Elliott die Hauptrolle in der BBC-Serie The Paradise. 2013 war sie in der Miniserie Dancing on the Edge zu sehen.

## Filmografie (Auswahl)
- 2011: The Runaway (Miniserie, 6 Episoden)
- 2011: Young James Herriot (Miniserie, 3 Episoden)
- 2012: Above Suspicion: Silent Scream (Fernsehserie, 3 Episoden)
- 2012: Das Glück der großen Dinge (What Maisie Knew)
- 2012–2013: The Paradise (Fernsehserie, 16 Episoden)
- 2013: Dancing on the Edge (Miniserie, 5 Episoden)
- 2013: Agatha Christie’s Marple (Fernsehserie, Episode 6x03)
- 2014: Blackwood
- 2015: Banished (Fernsehserie, 7 Episoden)
- 2015: The Go-Between (Fernsehfilm)
- 2016: One of Us (Miniserie, 2 Episoden)
- 2016: And Then I Was French
- 2017: Man in an Orange Shirt
- 2017: The Boy with the Topknot (Fernsehfilm)
- 2019: The Tanner (Fernsehserie, Episode 1x05)
- 2019–2020: Warrior (Fernsehserie, 20 Episoden)
- 2020: Legends of Tomorrow (Fernsehserie, 5 Episoden)

## Theater (Auswahl)
- 2012: The Promise, als Lika, Donmar Warehouse, London
- 2015: Othello, als Desdemona, Royal Shakespeare Company, Stratford-upon-Avon